# Спайдер Иерусалим
Спайдер Иерусалим (англ. Spider Jerusalem) — персонаж и протагонист комикса Transmetropolitan, созданного Уорреном Эллисом и Дериком Робертсоном. Комикс был выпущен в теперь уже не существующем импринте Vertigo издательства DC Comics.
Спайдер Иерусалим — саркастичный, наркозависимый, сквернословящий, жестокий, но гениальный гонзо-журналист, испытывающий глубокую ненависть к коррупции и лжи. Почти всегда изображается носящим очки со встроенным фотоаппаратом с одной линзой красного цвета и другой — зелёного. Персонаж отчасти похож на основателя гонзо-журналистики, Хантера С. Томпсона.

## Философия персонажа
Спайдер является ярым сторонником правды и предоставляет её своим читателям в самом прямом и резком виде; он часто упоминает её с большой буквы, как «Истина», в своих статьях, для ударения. Особенно это было заметно, когда редактор Спайдера вспоминает, как Иерусалим написал статью, комментируя выборы Зверя — аналога Ричарда Никсона — в президенты; статья состояла из слова «fuck», повторяющегося восемь тысяч раз.
Основной особенностью сознания Спайдера является комбинация заботы о доставлении «Истины» и ненависти к аудитории своих читателей. Спайдер ненавидит и борется с представителями власти, угнетающими окружающих, но он также жесток и к невовлечённой публике, давшей этим людям столько власти. К примеру, он убеждает общество слушать Истину, но с презрением отзывается о тех, кто слепо верит всему, что он пишет. В добавление к этому, таланты Спайдера приносят ему славу и поклонение, которые ему вовсе не нужны и которые мешают ему «докапываться до Истины». В результате этого он часто переживает депрессию и затруднения в написании статьи. Его редактор, Митчел Ройс, считает, что Спайдеру необходимо, чтобы его ненавидели, чтобы он мог нормально работать, как писатель и журналист.
Несмотря на абсолютное презрение ко всем, кто окружает его, Спайдер вполне лоялен к тем, кого он считает друзьями и также быстр на расправу с теми, кто его предаёт. Большая часть его мотивации во второй половине серии основана на желании справедливого наказания для Президента за то, что он приказал убить Виту Северн, с которой Спайдер подружился.
Хотя Иерусалим противостоит Зверю, он не является лояльным ни к одной из политических партий или организаций, и его изначальная поддержка Смайлера была основана на симпатии к Вите Северн, занимающейся его компанией. Также он является общеизвестным атеистом, зло отзывающимся обо всех религиозных организациях, поскольку все они используют своих участников для власти. На этом фоне весьма ироничной выглядит ситуация, когда Спайдер в начале серии отправился на конвенцию религиозных организаций и начал переворачивать столы и крушить кабинки, одетый в импровизированную робу, что является отсылкой к событию из Библии, когда Иисус изгонял торговцев из храма.

## Появления в других комиксах
- В одном из комиксов Эллиса, Planetary, в седьмом выпуске, описывается Джек Картер, отдалённо напоминающий Джона Константина. В комиксе он сфальсифицировал свою смерть, после чего изменил свою внешность, сбрив волосы на голове и надев длинное чёрное пальто. Когда он раскрывает свою грудь, на ней виднеются татуировки, идентичные тем, которые носит Спайдер Иерусалим, не хватает лишь татуировки паука на голове и фирменных очков. Став похожим на Иерусалима, персонаж заявляет: «Восьмидесятые давно позади. Пора двигаться дальше. Пора становиться кем-то другим.»
- В выпуске Top Ten он виднеется на фоне апартаментов, занимаемых Анархистами.
- Спайдер появляется в камео-роли в первом выпуске The Boys, главным художником которого и одним из создателей являлся Дэрик Робертсон. В комиксе он появляется среди толпы зевак.
- Имя Спайдер Иерусалим, равно, как и Джеймс Бонд, упоминается в числе стандартных фальшивых имён в романе Чарльза Стросса Акселерандо.

## Факты
- Журнал Wizard поставил Спайдера Иерусалима на 38-е место в списке 200 величайших персонажей комиксов.[3]
- Персонаж получил 45-е место в списке 100 лучших героев комиксов по версии IGN .[4]
- В списке 50 величайших персонажей комиксов, составленных журналом Empire, Иерусалим занял 12-е место.[5]